# Asociación Nuclear Mundial
La Asociación Nuclear Mundial (ANM, o WNA por sus siglas en inglés), anteriormente conocida como Uranium Institute (Instituto del Uranio), es una confederación de compañías relacionadas con la producción de energía nuclear. 

## Miembros
Sus miembros engloban todas las fases del ciclo del combustible nuclear, incluyendo la extracción minera, la conversión, el enriquecimiento, la fabricación de combustible nuclear, la fabricación de centrales nucleares, el transporte, procesado y almacenamiento o vertido de desechos nucleares, así como la generación eléctrica de origen nuclear.
En conjunto, los miembros de la ANM son responsables del 90% de la producción de energía nuclear en el planeta, así como de la conversión y enriquecimiento del 90% del uranio mundial. La ANM cumple un doble papel para sus miembros: facilitar la interacción en asuntos técnicos, comerciales y políticos; y la promoción de una mayor comprensión pública hacia la tecnología nuclear.